# Челсі (Айова)
Челсі (англ. Chelsea) — місто (англ. city) в США, в окрузі Тама штату Айова. Населення — 229 осіб (2020).

## Географія
Челсі розташоване за координатами 41°55′14″ пн. ш. 92°23′40″ зх. д. / 41.92056° пн. ш. 92.39444° зх. д. (41.920499, -92.394514).  За даними Бюро перепису населення США в 2010 році місто мало площу 2,61 км², уся площа — суходіл.

## Демографія
Згідно з переписом 2010 року, у місті мешкало 267 осіб у 94 домогосподарствах у складі 60 родин. Густота населення становила 102 особи/км².  Було 111 помешкання (42/км²).
Расовий склад населення:
| - 79,0 % — білих - 3,4 % — корінних американців - 17,2 % — осіб інших рас |

До двох чи більше рас належало 0,4 %. Частка іспаномовних становила 34,1 % від усіх жителів.
За віковим діапазоном населення розподілялося таким чином: 29,6 % — особи молодші 18 років, 58,8 % — особи у віці 18—64 років, 11,6 % — особи у віці 65 років та старші. Медіана віку мешканця становила 30,8 року. На 100 осіб жіночої статі у місті припадало 107,0 чоловіків;  на 100 жінок у віці від 18 років та старших — 123,8 чоловіків також старших 18 років.
Середній дохід на одне домашнє господарство  становив 45 984 долари США (медіана — 41 000), а середній дохід на одну сім'ю — 52 305 доларів (медіана — 45 833). За межею бідності перебувало 9,0 % осіб, у тому числі 9,4 % дітей у віці до 18 років та 5,6 % осіб у віці 65 років та старших.
Цивільне працевлаштоване населення становило 81 осіб. Основні галузі зайнятості: будівництво — 39,5 %, освіта, охорона здоров'я та соціальна допомога — 17,3 %, виробництво — 12,3 %.